# Niamh Cusack
Niamh Cusack (Dublin, 20 de octubre de 1959-), es una actriz irlandesa.

## Biografía
Es hija de los actores Cyril Cusack y Mary Margaret "Maureen" Kiely-Cusack. 
Tiene cuatro hermanos: Paul Cusack (director), Padraig Cusack (productor), Sorcha Cusack (actriz) y Sinéad Cusack (actriz), y una media hermana: Catherine Cusack (actriz). 
Es tía de los actores Max Irons y Samuel Irons, del político Richard Boyd Barrett, y de Megan y Kitty Cusack.
Niamh está casada con el actor Finbar Lynch, la pareja tiene un hijo Callam Lynch.

## Carrera
Niamh es productora para el "Royal National Theatre" de Gran Bretaña.
Tiene su propio teatro "Niamh Cusack Theatre" en Macclesfield, Cheshire que abrió sus puertas en abril del 2002.
En 1990 compartió créditos con los actores Sorcha Cusack, Sinead Cusack, Cyril Cusack y Lesley Manville en la obra de teatro The Three Sisters.
En 1991 apareció en la obra de teatro The Playboy of the Western World junto a su hermana Sorcha Cusack.
Ese mismo año apareció en el sexto episodio de la segunda temporada de la serie Jeeves and Wooster donde interpretó a Roberta "Bobbie" Wickham, anteriormente Bobbie fue interpretada por la actriz Nina Botting, durante el segundo episodio de la primera temporada.
En 1992 se unió al elenco de la primera temporada de la serie Heartbeat donde interpretó a la doctora Kate Rowan, la esposa del sargento de la policía Nick Rowan (Nick Berry), hasta la quinta temporada en 1995 después de que su personaje muriera por leucemia.
Ese mismo año interpretó a la escritora Beatrix Potter en la serie The World of Peter Rabbit and Friends.
En el 2003 apareció en la película State of Mind donde interpretó a la doctora Grace Hazlett.
En el 2009 dio vida a la madre del joven Alistar durante la película Five Minutes of Heaven. Ese mismo año interpretó a la enfermera de la escuela del año 1980 en la película The Kid, en la película compartió créditos con los actores Rupert Friend, Alfie Allen y James Fox.
En el 2016 se unió al elenco de la miniserie Rebellion donde dará vida a Nelly Cosgrave.

## Filmografía

### Series de televisión
| Año                     | Título                                | Personaje           | Notas                                                      |
| ----------------------- | ------------------------------------- | ------------------- | ---------------------------------------------------------- |
| 2016 - presente         | Rebellion                             | Nelly Cosgrave      | 4 episodios - miniserie                                    |
| 2016                    | Silent Witness                        | Sylvie Blake        | 2 episodios                                                |
| 2014                    | New Tricks                            | Joanne Gibson       | episodio "In Vino Veritas"                                 |
| 2012                    | The Hollow Crown                      | Lady Northumberland | episodio "Henry IV, Part 2" - miniserie                    |
| 2010                    | Lewis                                 | Dr. Ellen Jacoby    | episodio "Falling Darkness"                                |
| 2010                    | A Touch of Frost                      | Sally Berland       | 2 episodio                                                 |
| 2008                    | Midsomer Murders                      | Penny Galsworthy    | episodio "Days of Misrule"                                 |
| 2007                    | Fallen Angel                          | Vanessa Byfield     | episodio "The Judgement of Strangers" - miniserie          |
| 2005                    | The Last Detective                    | Gill                | episodio "Friends Reunited"                                |
| 2004                    | Agatha Christie's Marple              | Emma Crackenthorpe  | episodio "4:50 from Paddington"                            |
| 1999 - 2000, 2001, 2002 | Always and Everyone                   | Christine Fletcher  | 10 episodios                                               |
| 1998                    | Colour Blind                          | Bridget Paterson    | 3 episodios - miniserie                                    |
| 1997                    | Q.E.D.                                | Mary McGuire        | episodio "Cause of Death"                                  |
| 1992 - 1995             | Heartbeat                             | Dr. Kate Rowan      | 45 episodios                                               |
| 1992 - 1995             | The World of Peter Rabbit and Friends | Beatrix Potter      | 9 episodios                                                |
| 1991                    | Chalkface                             | Melanie Clough      | 7 episodios                                                |
| 1991                    | Jeeves and Wooster                    | Bobbie Wickham      | episodio "Wooster with a Wife (or, Jeeves the Matchmaker)" |
| 1989                    | Till We Meet Again                    | Louise              | 2 episodios - miniserie                                    |
| 1989                    | Agatha Christie's Poirot              | Valerie Saintclair  | episodio "The King of Clubs"                               |
| 1988                    | Screen Two                            | Denise Slipper      | episodio "Lucky Sunil"                                     |

### Películas
| Año  | Título                              | Personaje         | Notas |
| ---- | ----------------------------------- | ----------------- | --- |
| 2024 | In the Land of Saints and Sinners   | Rita              | |
| 2023 | Unwelcome                           | Niamh             | junto a Hannah John-Kamen, Douglas Booth, Colm Meaney, Jamie-Lee O'Donnell y Kristian Nairn                  |
| 2015 | ChickLit                            | Claire            | junto a Christian McKay, Dakota Blue Richards, Miles Jupp, John Hurt, Eileen Atkins y James Wilby            |
| 2015 | The Ghoul                           | -                 | junto a Tom Meeten, Alice Lowe, Paul Kaye, Dan Renton Skinner, Waen Shepherd y James Eyres                   |
| 2015 | Departure                           | Sally             | junto a Juliet Stevenson, Alex Lawther, Phénix Brossard, Finbar Lynch y Patrice Juiff                        |
| 2014 | Testament of Youth                  | Hermana Jones     | junto a Kit Harington, Emily Watson, Dominic West, Taron Egerton, Alicia Vikander y Miranda Richardson       |
| 2011 | In Love with Alma Cogan             | Sandra            | junto a Roger Lloyd Pack, Neil McCaul, Christian Brassington y Gary Martin                                   |
| 2010 | Hereafter                           | Madre Sustituta   | junto a Matt Damon, Cécile De France, Bryce Dallas Howard, Jay Mohr, Richard Kind y Frankie McLaren          |
| 2009 | The Kid                             | Enfermera         | junto a Rupert Friend, Augustus Prew, Oliver Milburn, Alfie Allen, Jodie Whittaker, Bernard Hill y James Fox |
| 2009 | Five Minutes of Heaven              | Madre de Alistair | junto a Liam Neeson, James Nesbitt, Anamaria Marinca, Richard Dormer y Mark Ryder                            |
| 2003 | State of Mind                       | Dr. Grace Hazlett | junto a Rowena Cooper, Andrew Lincoln, Deborah Findlay, Dorian Healy, Dominic Mafham y Hugh Mitchell         |
| 1989 | The fairy queen (La reine des fées) | Helena            | junto a Sylvestra Le Touzel, Albie Woodington, Gemma Jones, Allan Corduner y Geoffrey Freshwater             |

### Teatro
| Año       | Obra                         | Personaje         | Director (a)       | Teatro            | Notas                                                             |
| --------- | ---------------------------- | ----------------- | ------------------ | ----------------- | ----------------------------------------------------------------- |
| 2011      | Cause Célèbre                | Edith Davenport   | Thea Sharrock      | Old Vic Theatre   | junto a Anne-Marie Duff, Timothy Carlton y Freddie Fox            |
| 2010      | Andersen's English           | Catherine Dickens | Max Stafford-Clark | Hampstead Theatre | -                                                                 |
| 2009      | Dancing at Lughnasa          | Maggie            | Anna Mackmin       | Old Vic Theatre   | -                                                                 |
| 1996      | As You Like It               | -                 | Steven Pimlott     | -                 | junto a Liam Cunningham                                           |
| 1991      | The Playboy of the Western.. | -                 | Jude Kelly         | -                 | junto a Sorcha Cusack y Reece Dinsdale                            |
| 1990      | The Three Sisters            | -                 | Adrian Noble       | Royal S. Theatre  | junto a Sorcha Cusack, Sinead Cusack, Cyril Cusack y Finbar Lynch |
| 1988      | The Admirable Crichton       | -                 | Frith Banbury      | Theatre Royal     | junto a Rex Harrison, Edward Fox y Martin Clunes                  |
| 1986-1987 | Romeo and Juliet             | -                 | Michael Bogdanov   | Royal S. Theatre  | junto a Sean Bean, Michael Kitchen y Hugh Quarshie                |
| 1985      | Othello                      | -                 | Terry Hands        | Royal S. Theatre  | junto a Ben Kingsley, David Suchet, Tom Mannion y Janet Dale      |

## Premios y nominaciones
| Año  | Categoría                  | Premio     | Película            | Resultado |
| ---- | -------------------------- | ---------- | ------------------- | --------- |
| 2004 | Best Actress in a TV Drama | IFTA Award | Too Good to Be True | Nominada  |